# Aréjius
Aréjius, ou Arédius, né vers 635 et mort vers 675 est un prélat chrétien du Haut Moyen Âge, septième évêque connu de Nîmes de 672 à 675. Il serait le neveu de Pétronius Arédius, évêque de Vaison en 644.